# Onthophagus atratus
Onthophagus atratus là một loài bọ cánh cứng trong họ Bọ hung (Scarabaeidae).